# Équipe cycliste Ganna
 (signalé en août 2025).
Si vous disposez d'ouvrages ou d'articles de référence ou si vous connaissez des sites web de qualité traitant du thème abordé ici, merci de compléter l'article en donnant les références utiles à sa vérifiabilité et en les liant à la section « Notes et références ».
- Archive Wikiwix
- Bing
- Cairn
- DuckDuckGo
- E. Universalis
- Gallica
- Google
- G. Books
- G. News
- G. Scholar
- Persée
- Qwant
- (zh) Baidu
- (ru) Yandex
- (wd) trouver des œuvres sur Wikidata

Ganna est une équipe cycliste italienne qui a existé de 1913 à 1953. Elle a démarré avec Luigi Ganna, vainqueur du Tour d'Italie 1909, et était financée par la marque de cycles de ce dernier. En 1951, Fiorenzo Magni a remporté le Tour d'Italie sous les couleurs de Ganna.

## Crédit de traduction
- (en) Cet article est partiellement ou en totalité issu de l’article de Wikipédia en anglais intitulé « Ganna (cycling team) » (voir la liste des auteurs).